# Brainrot

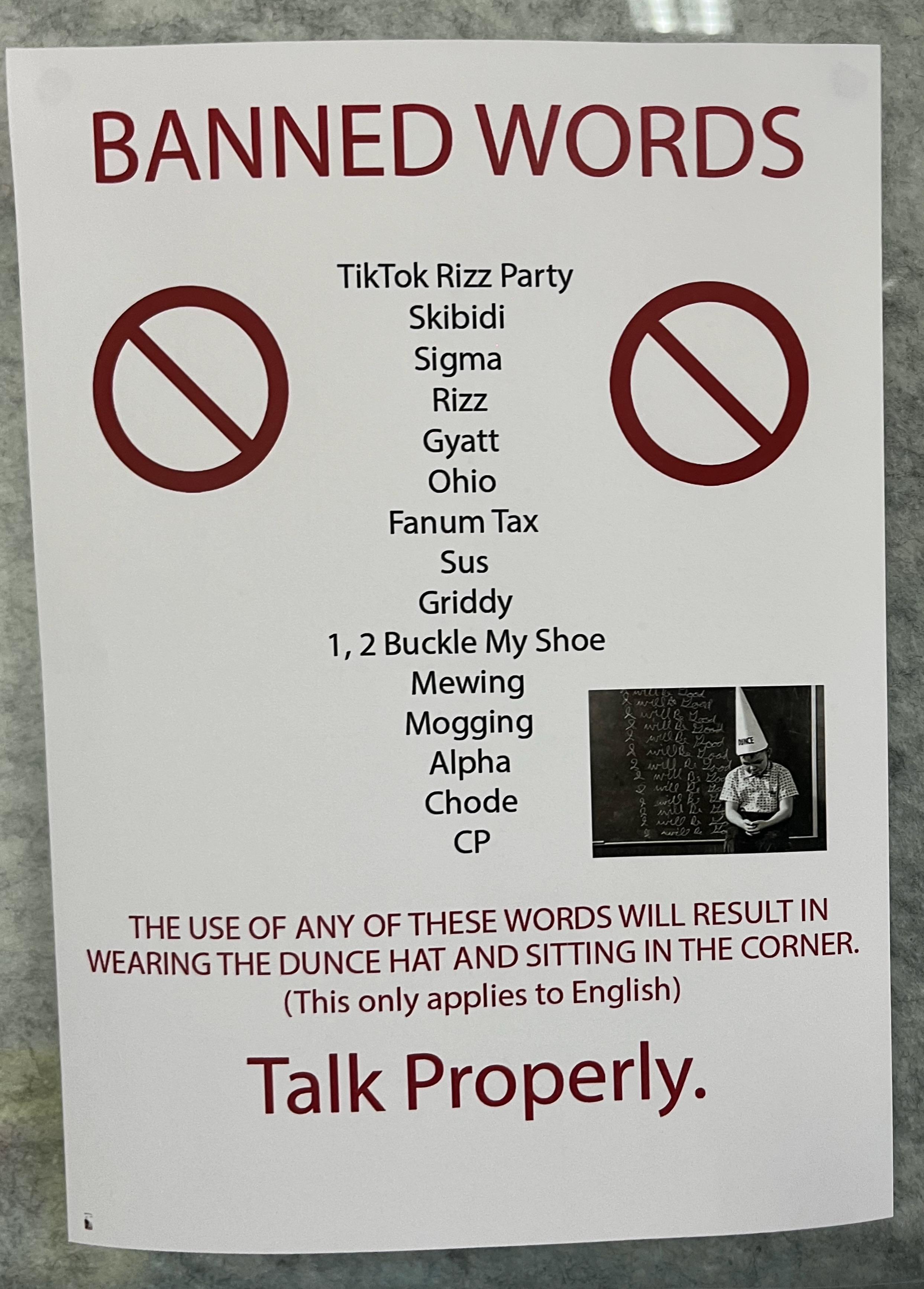
Typische mit „Brainrot“ in Verbindung gebrachter Slangwörter

Brainrot (Deutsch: Gehirnfäule) ist ein der Netzkultur entnommener Neologismus, der sich auf die Auswirkungen des Konsums minderwertiger Inhalte im Internet bezieht. Dazu gehören negative Auswirkungen auf das Denk- und Konzentrationsvermögen sowie auf das geistige Wohlbefinden und die psychische Gesundheit. Eine verminderte Lesefähigkeit und eine niedrige Kapazität, sich mit komplexen Ideen auseinanderzusetzen, sollen weitere Auswirkungen sein. Brainrot soll durch den übermäßigen Konsum von Onlineinhalten minderer Qualität ausgelöst werden, z. B. Kurzvideos auf Plattformen wie TikTok oder YouTube. Als ein Symptom für Brainrot gilt das übermäßige Benutzen bestimmter Slangbegriffe aus dem Internet. Der Begriff hat seinen Ursprung in den Online-Kulturen der Generation Z und der Generation Alpha und ist inzwischen im Mainstream angekommen.
Nach Angaben des Oxford English Dictionary geht der erste dokumentierte Gebrauch des englischen Begriffs „Brainrot“ auf das Buch Walden von Henry David Thoreau aus dem Jahr 1854 zurück. Thoreau kritisierte, was er als einen Verfall der intellektuellen Standards ansah, wobei komplexe Ideen weniger geschätzt würden, was er mit den Auswirkungen der Kartoffelfäule verglich. In den 2000er Jahren kam das Wort in der Internetkultur an. Im Jahr 2007 wurde der Begriff „Brainrot“ von Twitter-Nutzern verwendet, um TV-Datingshows, Videospiele und übermäßigen Konsum von Onlineinhalten zu beschreiben. Der Begriff begann ab 2020 auf Discord schnell an Popularität zu gewinnen und wurde zu einem Meme unter Angehörigen der Gen Z und Gen Alpha. Von 2023 bis 2024 stieg die Nutzung laut Oxford um 230 %. Infolgedessen wurde auch in deutschen Leitmedien über den aus dem englischen übernommenen Begriff diskutiert.
2024 wurde Brainrot im Vereinigten Königreich zum Oxford-Wort des Jahres gewählt. Der Begriff wurde vom Oxford English Dictionary wie folgt definiert: „Die vermeintliche Verschlechterung des geistigen oder intellektuellen Zustands einer Person, insbesondere als Ergebnis des übermäßigen Konsums von Inhalten (heute vor allem von Online-Inhalten), die als trivial oder wertlos angesehen werden“. Im selben Jahr machte die australische Senatsabgeordnete Fatima Payman Schlagzeilen, als sie in einer kurzen Rede vor dem australischen Parlament den Slang der Generation Alpha verwendete. Diese Rede war von einem 21-jährigen parlamentarischen Assistenten geschrieben worden und wurde als „Brainrot“ bezeichnet. Im Jahr 2025 wurde der Begriff auch von Papst Franziskus, dem Oberhaupt der katholischen Kirche, verwendet, als er junge Menschen aufforderte, ihre Nutzung der sozialen Medien einzuschränken und putrefazione cerebrale zu vermeiden.